# Rundholt
Et rundholt er i skibsterminologi betegnelsen for en rund træstang, bruges om alle master, bomme, ræer og så videre om bord på skibet.
Holt er det plattyske ord for træ (højtysk: Holz).